# Mangawai Heads
Le promontoire est le siège de la ville de Mangawhai Heads.Le centre-ville est donc situé dans la région du Northland, de l’Île du nord de la Nouvelle-Zélande. 

## Situation
La ville de Waipu est situé à 21 kilomètres au nord-ouest, et la ville de Mangawhai est à 5 kilomètres au sud-ouest.
La plage de Mangawhai Heads est une plage de niveau intermédiaire pour le surf.
Le chemin de randonnée de « Mangawhai Cliffs Walkway » , au nord du centre-ville, à un tracé de  4,5 kilomètres de long et présente un point de vue significatif ,.

## Démographie
La localité de Mangawhai Heads a une population de 1995 habitants selon le recensement de 2018 en Nouvelle-Zélande, soit  une augmentation de 756 personnes (61,0 %) par rapport à celui de recensement de 2013, et une augmentation de 1068 personnes, soit (115,2 %) depuis celui de recensement de 2006 en Nouvelle-Zélande.
On compte 849 logements et Il y a 999 hommes et 999 femmes, donnant un sexe-ratio de 1,0 homme  pour une femme.
Sur la population totale, 306 personnes  (15,3 %) sont âgées de moins de  15 ans , 195 personnes (9,8 %) ont de  15 à 29 ans, 831 personnes (41,7 %) sont âgées de  30 à 64 ans, et 666 personnes (33,4 %) sont âgées de  65 ans ou plus . 
La somme peut montrer un total supérieur du fait de l’arrondissement des chiffres.
L’ethnicité est pour  91,1 % formée d’européens/Pākehā, 11,6 % Māori, 2,6 % de personnes venant du Pacifique, 3,9 % venant d’Asie, et 1,4 % d’une autre  ethnicité . 
Les personnes peuvent s’identifier avec plus d’une ethnicité, en fonction de leur parenté.
Le pourcentage des personnes nées outre-mer est de 21,5 %, comparés avec les 27,1 % au niveau national.
Bien que certaines personnes refusent de donner leur religion, 56,8 % disent ne pas avoir de religion, 31,4 % sont chrétiens, et 3,2 % ont une autre religion.
Parmi ceux ayant plus de 15 ans d’âge, 291 personnes (17,2 %) ont une licence ou un degré supérieur, et 330 personnes (19,5 %) n’ont aucune qualification formelle.
Le revenu médian était de 27,300 $.
Le statut d’emploi de ceux de plus de  15 ans d’âge est pour 612 personnes (soit 36,2 %) employées à plein temps, 252 personnes (14,9 %) sont à temps partiel et 45 personnes (2,7 %) sont sans emploi .

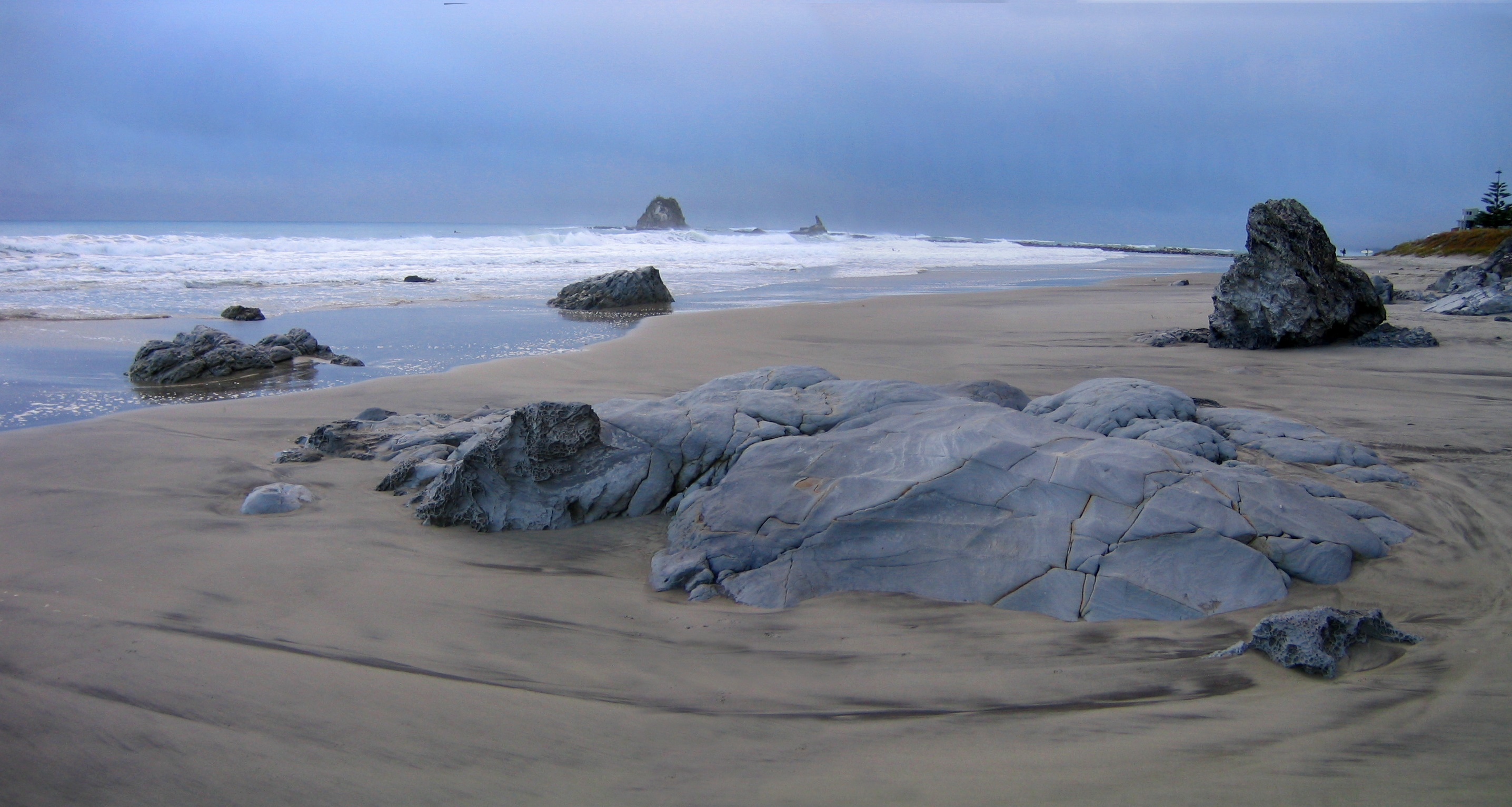
Plage de Mangawhai Heads